# Bezdna (fiume)
La Bezdna (in russo Бездна?; in ciuvascio: Pasna, Пасна) è un fiume della Russia europea, affluente di destra della Sura (bacino del Volga). Scorre nei rajon Šemuršinskij e Alatyrskij della Repubblica Ciuvascia e nel Drožžanovskij rajon della Repubblica del Tatarstan.

## Descrizione
La sorgente del fiume si trova vicino al villaggio di Čuvašskaja Bezdna. Scorre inizialmente in direzione nord-occidentale, poi gira a ovest fino a sfociare nella Sura a 282 km dalla foce, nella città di Alatyr'. Il canale è tortuoso e soggetto a meandri per tutta la sua lunghezza. Una parte significativa del suo corso attraversa foreste, compreso il parco nazionale «Čavaš Varmane». La maggior parte degli insediamenti sul fiume si trova nel corso superiore. Gela dalla terza decade di novembre fino alla prima decade di aprile.